# Łączność dowodzenia
Łączność dowodzenia – system łączności wojskowej organizowany dla kontaktów między dowództwami i sztabami przełożonymi oraz podwładnymi w celu wymiany informacji związanych ze stawianiem zadań bojowych i meldowaniem o ich realizacji, przekazywania podległym dowództwom i sztabom rozkazów i zarządzeń oraz otrzymywania od nich meldunków.

## Charakterystyka
Łączność dowodzenia organizowana jest w pierwszej kolejności w ramach danego systemu łączności. Organizuje ją przełożony do podwładnego, w celu przekazywania rozkazów (zarządzeń) oraz przyjmowania meldunków i sprawozdań. Utrzymuje się ją bezpośrednio z podległymi organami dowodzenia z uwzględnieniem możliwości oddziaływania o jeden szczebel niżej. Obejmuje ona również łączność wewnętrzną stanowisk dowodzenia.
Odpowiedzialność za łączność z podwładnymi ponosi przełożony, jednak w wypadku jej utraty, zarówno przełożony, jak i podwładny mają obowiązek przedsięwziąć niezbędne działania w celu jej odtworzenia.

## Organizacja łączności dowodzenia
Do organizacji łączności dowodzenia wykorzystuje się wszystkie dostępne środki łączności zgodnie z następującymi zasadami:
- łączność środkami radiowymi organizuje przełożony, natomiast siły i środki łączności wydzielają z własnych zasobów oddziały (pododdziały);
- łączność środkami przewodowymi organizuje przełożony i wydziela własne siły i środki;
- łączność środkami pocztowymi organizuje przełożony, natomiast siły i środki od szczebla brygady wzwyż wydzielają z własnych zasobów właściwi przełożeni[a];
- pocztę pilną dostarcza podwładny przełożonemu własnymi siłami i środkami „jak najszybciej”;
- łączność środkami sygnalizacyjnymi organizuje przełożony, natomiast środki wydzielają z własnych zasobów pododdziały;
- dowódcy, szefowie rodzajów wojsk i służb i inni oficerowie sztabu znajdujący się czasowo poza punktami dowodzenia powinni mieć przy sobie odpowiednie środki w celu utrzymywania łączności.